# A·J·帕徹
安德魯·約瑟夫·帕徹三世（1992年2月17日—）為美國男子籃球運動員，最後效力於台灣職業籃球大聯盟福爾摩沙夢想家。
帕徹為俄亥俄州万达利亚人，成長過程伴隨著母方的高個子親人，其中一位舅舅大學時為甘農大學籃球校隊成員。2009年8月12日，就讀巴特勒高中的帕徹表示2010年想進入萊特州立大學就讀。2014年大學畢業後帕徹前往歐洲展開職業生涯，多半時間在義大利，因此帕徹會說義大利語。
2024年9月4日，帕徹與路德維希堡巨人簽下2025年到期的合約。11月15日，路德維希堡巨人終止帕徹的合約。11月18日，台灣職業籃球大聯盟福爾摩沙夢想家與帕徹簽約，中文登錄名「帕奇爾」。
2025年3月18日，福爾摩沙夢想家宣布帕徹離隊。

## 外部連結
- A·J·帕徹在fiba.basketball（英语）
- A·J·帕徹在法國籃球甲級聯賽（法语）
- A·J·帕徹在台灣職業籃球大聯盟
- A·J·帕徹在Basketball-Reference.com（國際）（英语）
- A·J·帕徹在Sports-Reference.com（NCAA）（英语）
- A·J·帕徹在Eurobasket.com（球員）（英语）
- A·J·帕徹在RealGM（英语）
- A·J·帕徹在Proballers（英语）
- A·J·帕徹在Flashscore（英语）